# Szymon Dżigan
Szymon Dżigan (jid. שמעון דזשיגאן; ur. 1905 w Łodzi, zm. 14 kwietnia 1980 w Tel Awiwie) – polski aktor i komik żydowskiego pochodzenia, który zasłynął głównie z ról w przedwojennych żydowskich filmach i sztukach teatralnych w języku jidysz.
Często występował wraz z Izraelem Szumacherem (1908–1961), z którym stworzył jeden z najbardziej znanych jidyszowych duetów komediowych XX wieku. Po wybuchu II wojny światowej uciekł do Związku Radzieckiego. Od 1942 przebywał w obozie pracy w Taszkencie. W 1948 jako repatriant wrócił do Polski. W 1950 wyemigrował do Izraela.

## Filmografia
- 1936: Za grzechy – jako Szamaj
- 1937: Weseli biedacy – jako zegarmistrz
- 1939: Bezdomni – jako Motel
- 1948: Nasze dzieci